# تشاد باتلر
تشاد باتلر (بالإنجليزية: Chad Butler)‏ هو موسيقي أمريكي، ولد في 24 مارس 1974 في أمستردام في هولندا.

## وصلات خارجية
- تشاد باتلر على موقع ميوزك برينز (الإنجليزية)
- تشاد باتلر على موقع ديسكوغز (الإنجليزية)